# Morze Seram

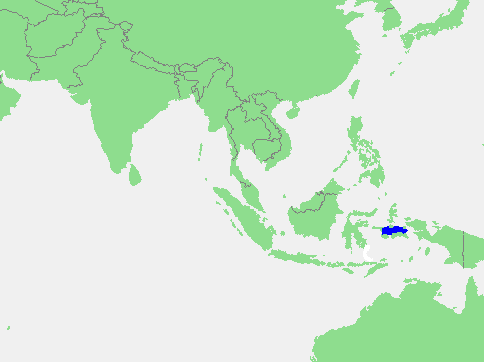
Morze Seram

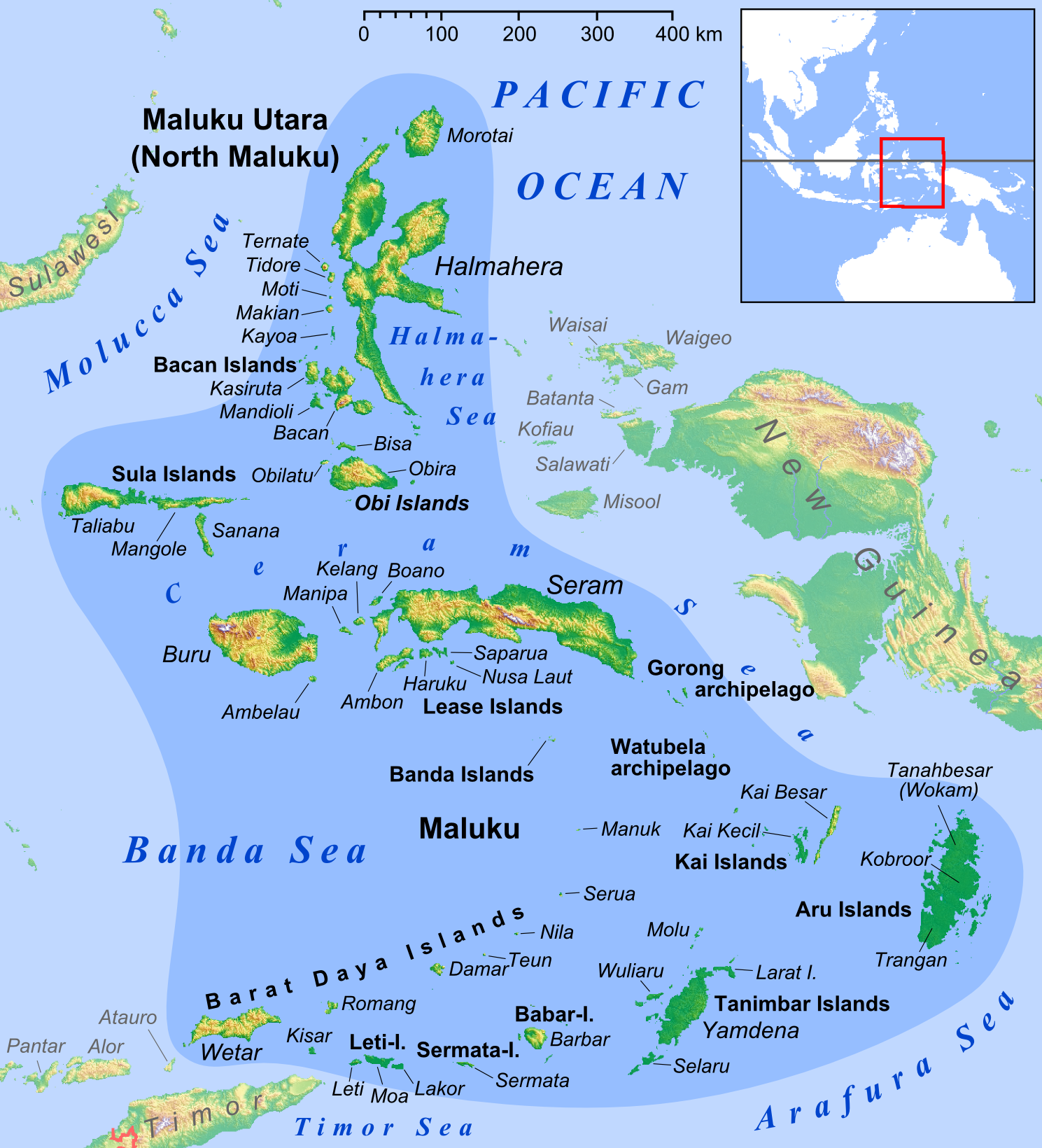

Morze Seram (indonez. Laut Seram) – morze położone między wyspami indonezyjskimi, na północ od wyspy Seram. 
Od północy styka się z morzami Moluckim i Halmahera, od wschodu z morzem Arafura, od południa z morzem Banda. Powierzchnia 161 tys. km². Średnia głębokość 1074, maksymalna głębokość 5319 m. Bardzo ciepłe, temperatura wód powierzchniowych wynosi 27–28 °C. Zasolenie ok. 34‰.